# Joachim Frédéric Kirstein (1701-1770)
Pour les articles homonymes, voir Kirstein.
Ne doit pas être confondu avec Joachim-Frédéric Kirstein (1805-1860).
Joachim Frédéric I Kirstein, dit Kirstenstein, né le 23 avril 1701 à Beelitz, près de Berlin, et mort le 30 mars 1770 à Strasbourg, est un orfèvre actif à Strasbourg au XVIIIe siècle.

## Biographie

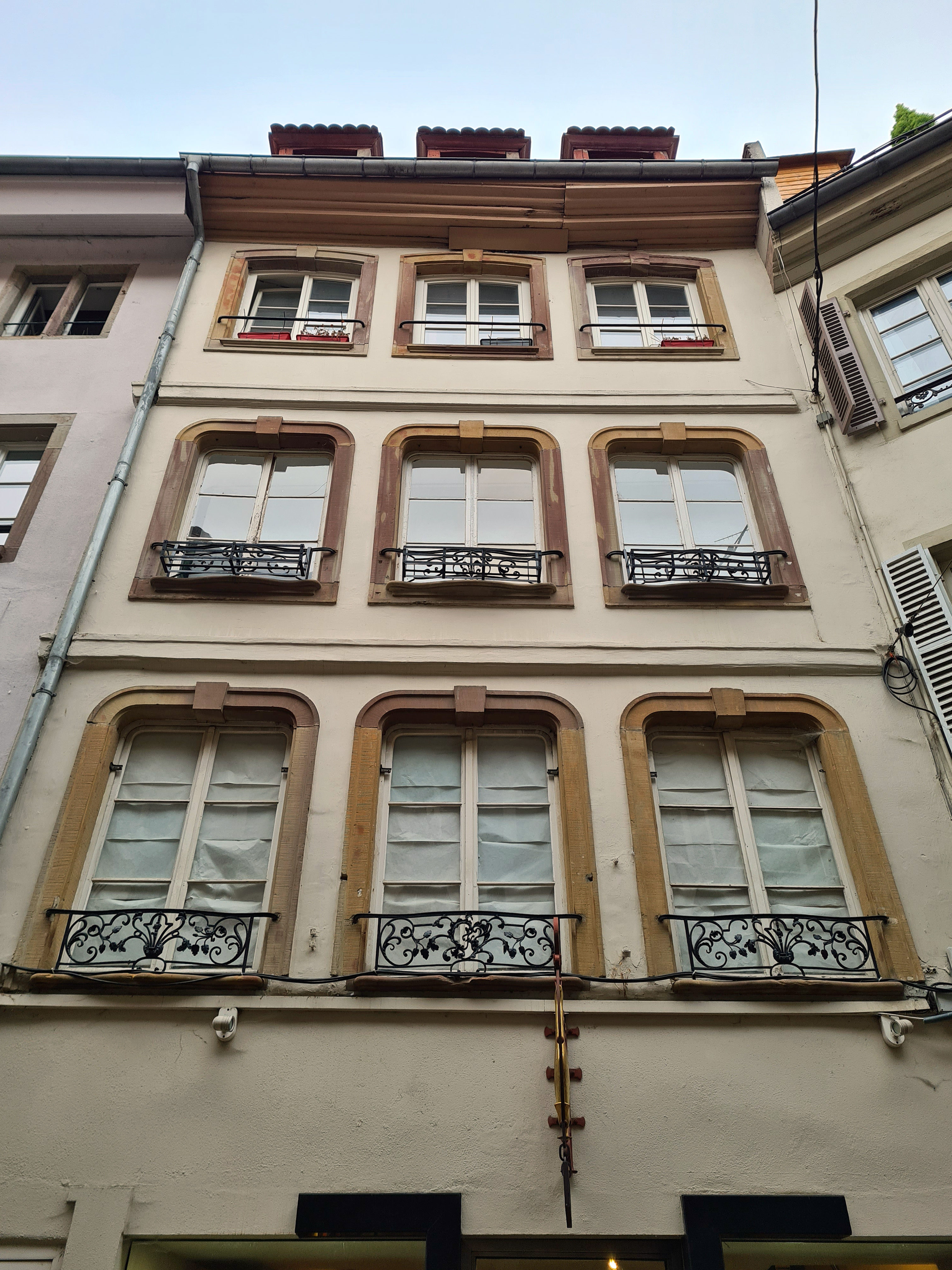
Façade du 26, rue des Orfèvres à Strasbourg.

Fils d'un forestier, il est le premier d'une longue dynastie d'orfèvres. 
En 1729 il épouse Marie Salomé, la fille d'un autre orfèvre, Michael Widder, dont il prendra la succession. Il héritera aussi de la maison que celui-ci possédait au 26, rue des Orfèvres.
Par son mariage il obtient le droit de bourgeoisie le 9 octobre 1729. La même année, il est reçu maître et inscrit à la tribu de l'Échasse. Il siège au tribunal de la tribu en 1736, 1742 et 1754, devient maître de la tribu pour l’année 1746, inspecteur de l’or et de l’argent en 1749, échevin en 1758 et membre du Grand Sénat en 1763 et 1764.

## Œuvre
Le musée des Arts décoratifs de Strasbourg conserve un gobelet en argent doré, un nécessaire de chasse complet en argent doré dans son gainage d’origine en maroquin doublé de velours de soie et une fourchette en argent gravée aux armoiries de Linange-Dabo, qui se trouvait auparavant au musée historique de Strasbourg.

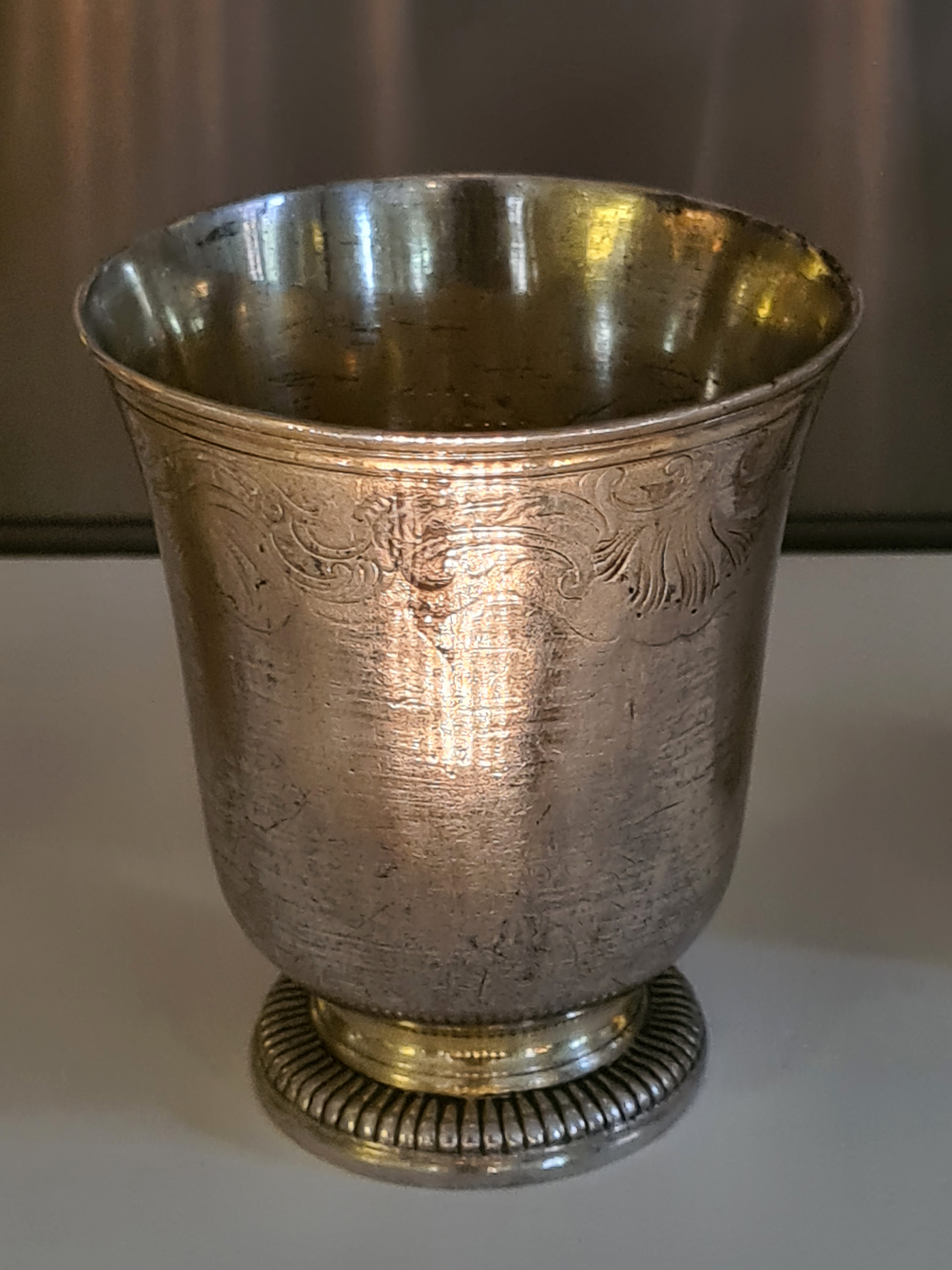
Gobelet en argent doré.
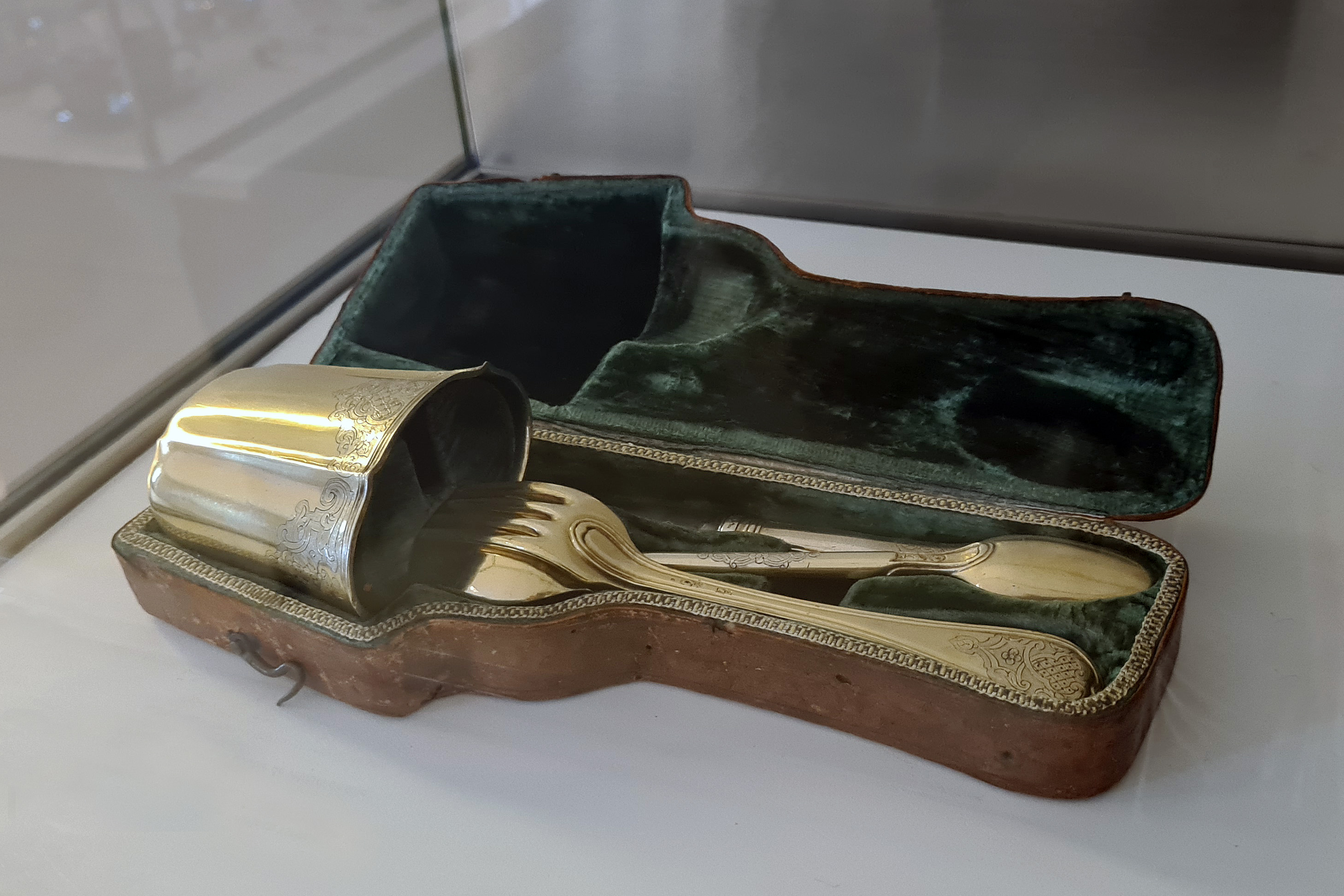
Nécessaire de chasse dans son gainage.
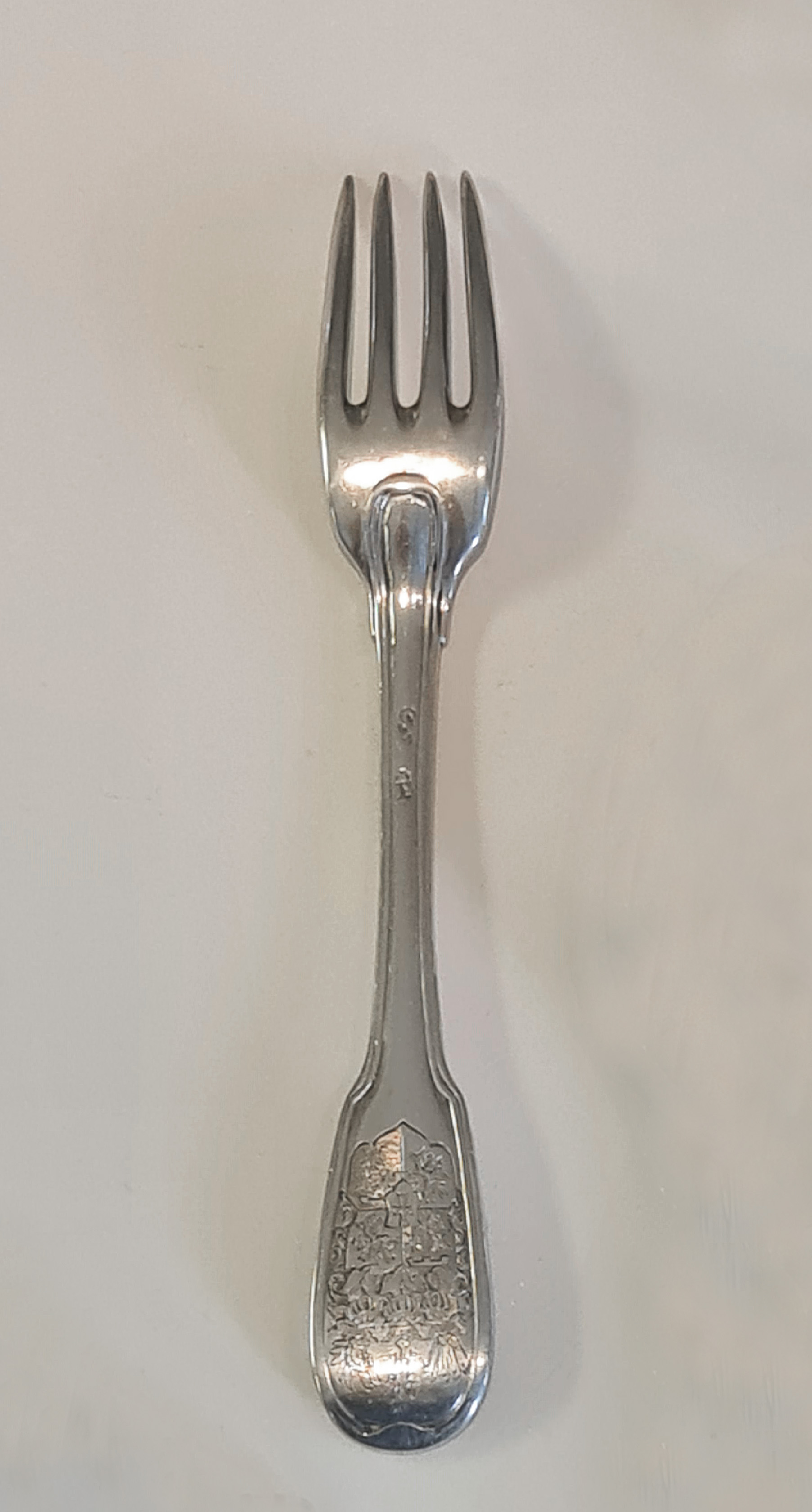
Fourchette vers 1750.

Le musée des Arts décoratifs de Paris possède deux gobelets en argent doré.

## Postérité
Le nom d'une rue de Strasbourg rappelle la place de la famille Kirstein dans la vie artistique de la ville.